# Ableberto de Hamme
Ableberto (conocido también como Emeberto; Hamme, siglo VII - Hamme, ca. 645) fue un obispo del siglo VII en Cambrai y Arrás, ubicados en lo que hoy son Francia y Bélgica, bajo el dominio de la dinastía merovingia. Es venerado como santo en la Iglesia católica y en la Iglesia ortodoxa, y su fiesta litúrgica se celebra el 15 de enero. Pese a que los datos sobre su vida son limitados, su legado y veneración han perdurado a lo largo de los siglos.

## Biografía y contexto histórico
Ableberto nació en Brabante, posiblemente en la aldea de Hamme (Bélgica). Fue uno de los primeros obispos de Cambrai y Arrás, ocupando el quinto o sexto lugar en la línea de sucesión después de san Gastón (también conocido como san Vaast), considerado fundador de la diócesis de Cambrai. Su periodo como obispo se sitúa aproximadamente entre 627 y 645, basado en los registros de su predecesor Bertoldo, documentado en el Concilio de Clichy en 627, y su sucesor, Autberto, mencionado entre 645 y 652.
Durante su tiempo, Cambrai y Arrás compartían el mismo obispo, y Ableberto contribuyó a la expansión de la fe cristiana en una región influenciada por el reino franco. Su mandato tuvo lugar durante un periodo de consolidación del cristianismo en Europa Occidental y, aunque se desconoce su obra pastoral concreta, se le atribuye la labor de fortalecer la iglesia local en esa zona.

## Confusión de nombres
La información sobre San Ableberto ha generado confusión debido a que su nombre se documenta en variantes como Emeberto, Idelberto o incluso Alberto. En algunos catálogos episcopales del siglo XI, se le confunde con otro obispo, Ildeberto, hermano de santa Gudula y noveno obispo de Cambrai. No obstante, tres listas de obispos del siglo IX, preservadas en el "Gesta Pontificum Cameracensium", confirman su existencia y lo sitúan en su posición como obispo de Cambrai.

## Muerte y culto posterior
Ableberto falleció alrededor del año 645 en su aldea natal de Hamme. Tras su muerte, fue enterrado en la iglesia de Santa Aldegonda en Maubeuge, aunque sus restos no se hallaron en exploraciones posteriores. Este misterio en torno a sus reliquias ha incrementado la devoción popular. Actualmente, se le sigue venerando en Hamme y otras localidades de Flandes, especialmente en Cambrai, donde su festividad se celebra también el 21 de febrero.

## Festividad y reconocimiento en el martirologio romano
La Iglesia católica celebra su fiesta litúrgica el 15 de enero, de acuerdo con el Martirologio Romano, donde se le recuerda como "obispo de Cambrai en Hamme, Brabante". La diócesis de Cambrai, así como diversas comunidades en Bélgica, mantienen viva la celebración de su festividad. Su hagiografía ha sido conservada en fuentes como los Acta Sanctorum Ianuarii, la Bibliotheca Sanctorum y estudios específicos como el Fastes épiscopaux de l'ancienne Gaule, de Louis Duchesne.